# Черуйот, Тимоти
Тимоти Черуйот (англ. Timothy Cheruiyot, род. 20 ноября 1995 года) — кенийский легкоатлет, специализируется в беге на средние дистанции. Чемпион мира 2019 года в беге на 1500 метров. Двукратный призёр чемпионатов Африки.

## Биография
В 2016 и 2018 году кенийский спортсмен дважды становился вице-чемпионом Африки в беге на 1500 метров.
На чемпионате мира 2017 года, который проходил в Лондоне, он стал вторым, завоевав серебряную медаль и показав результат 3.33,99
6 октября 2019 года Тимоти Черуйот в Дохе стал чемпионом мира в беге на 1500 метров, показав результат 3.29,26.

## Персональные результаты
| Дисциплина  | Время   | Место   | Дата            |
| ----------- | ------- | ------- | --------------- |
| 800 метров  | 1.43,11 | Найроби | 22 августа 2019 |
| 1500 метров | 3.28,41 | Монако  | 20 июля 2018    |
| 1 миля      | 3.49,64 | Эжен    | 27 мая 2017     |